# Люсі Декосс
Люсі Декосс  (фр. Lucie Décosse, 6 серпня 1981) — французька дзюдоїстка, олімпійська чемпіонка та медалістка.

## Виступи на Олімпіадах
| Олімпіада   | Дисципліна             | Місце |
| ----------- | ---------------------- | ----- |
| Афіни 2004  | напівсередня категорія | 7T    |
| Пекін 2008  | напівсередня категорія | 2     |
| Лондон 2012 | напівсередня категорія | 1     |